# Копцево (Александровский район)
Копцево — деревня в Александровском районе Владимирской области России, входит в состав Следневского сельского поселения.

## География
Деревня расположена на берегу реки Горелый Крест в 7 км на юго-запад от центра поселения деревни Следнево и в 13 км на запад от города Александрова.

## История
В XIX — начале XX века существовало две деревни Копцево Большое или 1-е и Копцево Малое или 2-е. Обе деревни входили в состав Александровской волости Александровского уезда. В 1859 году в деревне Копцево Большое числилось 12 дворов, в 1905 году — 23 двора, в 1926 году — 45 дворов.
С 1929 года деревня Копцево Большое входила в состав Волоховского сельсовета Александровского района, с 1941 года — в составе Арсаковского сельсовета Струнинского района, с 1965 года — в составе Александровского района, с 2005 года — в составе Следневского сельского поселения.

## Население
Суммарно по обоим деревням
| 1859 | 1905 | 1926 | 2002 | 2010 | 2021 |
| ---- | ---- | ---- | ---- | ---- | ---- |
| 252  | ↘239 | ↗387 | ↘62  | ↘46  | ↘8   |